# Stefan Banach
Stefan Banach (Cracovia, 30 marzo 1892 – Leopoli, 31 agosto 1945) è stato un matematico polacco, uno degli animatori della Scuola matematica di Leopoli nella Polonia tra le due guerre.
Egli era sostanzialmente un autodidatta in matematica e il suo genio fu scoperto per caso da Hugo Steinhaus.

## Biografia
Nasce da Stefan Greczek e Katarzyna Banach che l'abbandona a pochi giorni dalla nascita. Cresce con la nonna materna nel villaggio di Ostrowsko, a una cinquantina di chilometri da Cracovia. Dal 1902 frequenta un liceo di Cracovia, nel quale stringe amicizia con un altro futuro professore di matematica, Witold Wilkosz; con lui si appassiona in modo piuttosto esclusivo ai problemi della matematica. Non pensando alla possibilità di una carriera in questa disciplina, nel 1910 si iscrive alla facoltà di ingegneria del Politecnico di Leopoli, città allora parte dell'Impero austro-ungarico. Dovendosi mantenere agli studi con lezioni private, riesce a superare con fatica l'esame parziale relativo al primo biennio nel 1914. Durante la guerra, inabile al servizio militare a causa della debolezza di un occhio, lavora alla costruzione di strade e frequenta lezioni di matematica all'Università Jagellonica di Cracovia, conoscendo forse Stanisław Zaremba.
Nel 1916 si verifica un episodio cruciale per la sua vita e per lo sviluppo della matematica in Polonia. Hugo Steinhaus passeggiando a Cracovia nei pressi di un parco, sente pronunciare le parole misura di Lebesgue e fa conoscenza di due apprendisti matematici, Stefan Banach e Otto Nikodym; con loro fa amicizia e decidono di fondare una società matematica: sarà la Società matematica di Cracovia nata nel 1919 e diventerà nel 1920 la Società Matematica Polacca. In collaborazione con Steinhaus, Banach scrive i primi lavori di matematica, subito di alto livello. Nel 1920 diventa assistente di Lomnicki all'Università Tecnica di Leopoli e con lui ottiene, pur senza laurea, una qualifica matematica con la tesi di dottorato Operazioni sugli insiemi astratti e loro applicazioni alle equazioni integrali, lavoro che molti ritengono segni la nascita dell'analisi funzionale. Nel 1922 presso l'Università Jan Kazimierz di Leopoli ottiene l'abilitazione all'insegnamento della matematica con una tesi sulla teoria della misura e con decreto del Capo dello stato viene nominato professore straordinario di matematica. Nel 1924 diventa professore universitario e fino al 1939 può dedicarsi alla ricerca matematica con importanti risultati.
È questo il periodo di fioritura della Scuola matematica di Leopoli.
Banach e Steinhaus fondano nel 1929 e successivamente dirigono l'importante periodico Studia Mathematica. Nel 1931, Banach e Steinhaus da Leopoli e Knaster, Kazimierz Kuratowski, Stefan Mazurkiewicz e Wacław Sierpiński da Varsavia avviano la collana Mathematical Monographs. Il primo volume della collana è la Théorie des opérations linéaires di Banach, traduzione del 1932 della Teoria operacji liniowych scritta nel 1931. Tra le opere di Banach questa viene considerata la più influente.
Allo scoppio della Seconda guerra mondiale Banach è Presidente della Società Matematica Polacca. Leopoli viene occupata dalle truppe sovietiche e rimane fino al 1941 in regime di occupazione militare. Nonostante questo, a Banach, membro corrispondente dell'Accademia delle Scienze della Repubblica Socialista Sovietica Ucraina e in ottimi rapporti con vari matematici dell'Unione Sovietica, in particolare con Sobolev e Aleksandrov, viene consentito di mantenere la cattedra e di fare ricerca. Nel 1941 per Leopoli comincia una brutale occupazione da parte della Germania nazista; Banach riesce a sopravvivere guadagnandosi da vivere alimentando con il proprio sangue dei pidocchi utilizzati per la produzione del vaccino per il tifo esantematico condotta da Rudolf Weigl. In questi anni la sua salute declina e contrae un cancro ai polmoni. Nel 1944 i sovietici tolgono Leopoli ai Tedeschi e la incorporano nell'Unione Sovietica. Banach muore prima di poter essere rimpatriato in Polonia ed è sepolto al Cimitero Lyčakivs'kyj.
Banach viene considerato il fondatore dell'analisi funzionale, argomento del quale avviò una trattazione sistematica sviluppando i risultati precedenti sopra le equazioni integrali di Vito Volterra, Erik Ivar Fredholm e David Hilbert. Egli diede anche importanti contributi alla teoria degli spazi vettoriali topologici, alla teoria della misura, alla teoria degli insiemi e alla teoria dei polinomi ortogonali.
"I buoni matematici riescono a vedere le analogie. I grandi matematici riescono a vedere le analogie tra le analogie."
Aforisma che Stanisław Marcin Ulam, un altro matematico della Scuola matematica di Leopoli attribuisce, nella sua autobiografia, a Stefan Banach.